# Stanisław Krzyż
Stanisław Krzyż (ur. 17 maja 1886 w Jazienicy Ruskiej, zm. 1940 w ZSRR) – podpułkownik piechoty Wojska Polskiego, ofiara zbrodni katyńskiej.

## Życiorys
Urodził się 17 maja 1886 w Jazienicy Ruskiej jako syn Jana. W 1906 ukończył C. K. IV Gimnazjum we Lwowie.
W C. K. Armii w rezerwie piechoty został mianowany kadetem z dniem 1 stycznia 1911, a potem awansowany na chorążego z dniem 1 stycznia 1911. Był przydzielony do 9 pułku piechoty w Przemyślu. Podczas I wojny światowej został awansowany na stopień podporucznika w rezerwie piechoty z dniem 1 listopada 1914. Do 1918 pozostawał z przydziałem do macierzystego 9 pułku piechoty.
Po odzyskaniu przez Polskę niepodległości wstąpił do Wojska Polskiego. Został awansowany na stopień majora piechoty ze starszeństwem z dniem 1 czerwca 1919. W 1923 jako oficer nadetatowy 23 pułku piechoty z Włodzimierza Wołyńskiego był szefem Oddziału V Sztabu w Dowództwie Okręgu Korpusu Nr II w Lublinie. W kwietniu 1924 został przeniesiony do 8 pułku piechoty Legionów z równoczesnym odkomenderowaniem z dniem 5 maja na kurs oficerów sztabowych piechoty w Grupie. W sierpniu tego roku powierzono mu obowiązki dowódcy III batalionu 8 pp Leg. 1 grudnia został mianowany podpułkownikiem ze starszeństwem z 15 sierpnia 1924 w korpusie oficerów piechoty. W 1924 był dowódcą II batalionu 8 pułku piechoty Legionów. W kwietniu 1928 został przesunięty w 77 pułku piechoty w Nowej Wilejce ze stanowiska dowódcy II batalionu na stanowisko kwatermistrza. 
W marcu 1929 został przeniesiony z 77 pp do Powiatowej Komendy Uzupełnień Konin na stanowisko pełniącego obowiązki komendanta. W grudniu tego roku został przeniesiony do Powiatowej Komendy Uzupełnień Poznań Miasto na stanowisko komendanta. W kwietniu 1934 na stanowisku komendanta zastąpił go ppłk Franciszek Rataj, a on sam z dniem 30 czerwca 1934 roku został przeniesiony w stan spoczynku.
Po wybuchu II wojny światowej i agresji ZSRR na Polskę z 17 września 1939, został aresztowany przez funkcjonariuszy NKWD 10 grudnia 1939 we Lwowie. Został zamordowany przez NKWD prawdopodobnie na wiosnę 1940. Jego nazwisko znalazło się na tzw. Ukraińskiej Liście Katyńskiej opublikowanej w 1994 (został wymieniony na liście wywózkowej 55/5-11 oznaczony numerem 1530). Ofiary tej zbrodni zostały pochowane na otwartym w 2012 Polskim Cmentarzu Wojennym w Kijowie-Bykowni.

## Odznaczenie
- Złoty Krzyż Zasługi (16 marca 1934)[29]